# St. Dionysius (Böblingen)
Die Stadtkirche St. Dionysius, die ehemalige Schlosskirche, steht in Böblingen, der Kreisstadt des Landkreises Böblingen in Baden-Württemberg. Das Bauwerk ist beim Landesamt für Denkmalpflege Baden-Württemberg als Baudenkmal eingetragen. Die Kirchengemeinde gehört zum Kirchenbezirk Böblingen der Evangelischen Landeskirche in Württemberg.

## Beschreibung

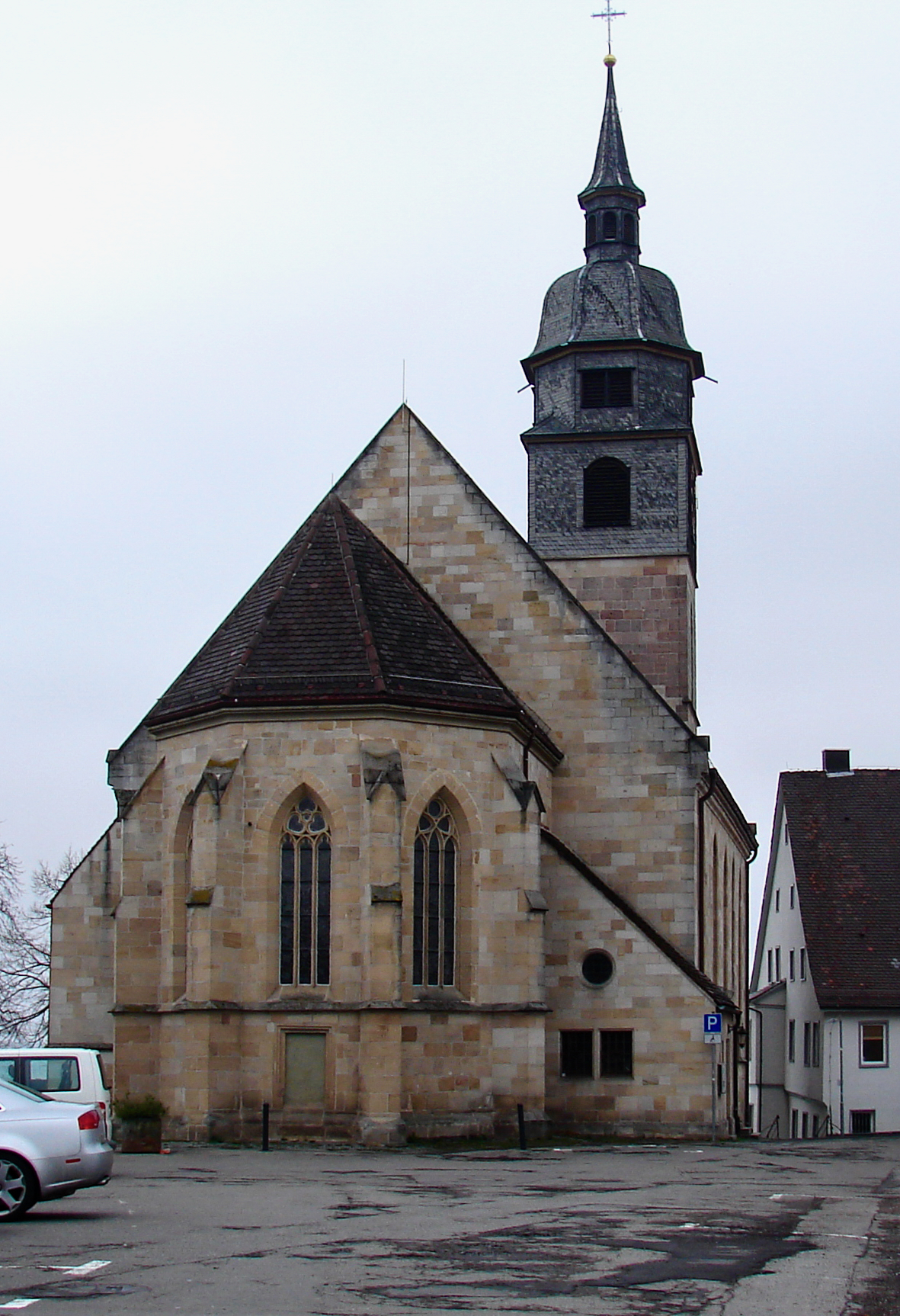
St. Dionysius in Böblingen

Die Saalkirche wurde aus Quadermauerwerk erbaut. Sie besteht aus einem Langhaus, dem eingezogenen, von Strebepfeilern gestützten Chor mit dreiseitigen Abschluss im Osten, die beide im 14. Jahrhundert errichtet wurden, und einem aus der Achse des Langhauses nach Norden verschobenen Fassadenturm im Westen. Den Abschluss des Turms bilden zwei schiefergedeckte Geschosse unter einer Glockenhaube, die mit einer Laterne bekrönt ist.

## Geschichte

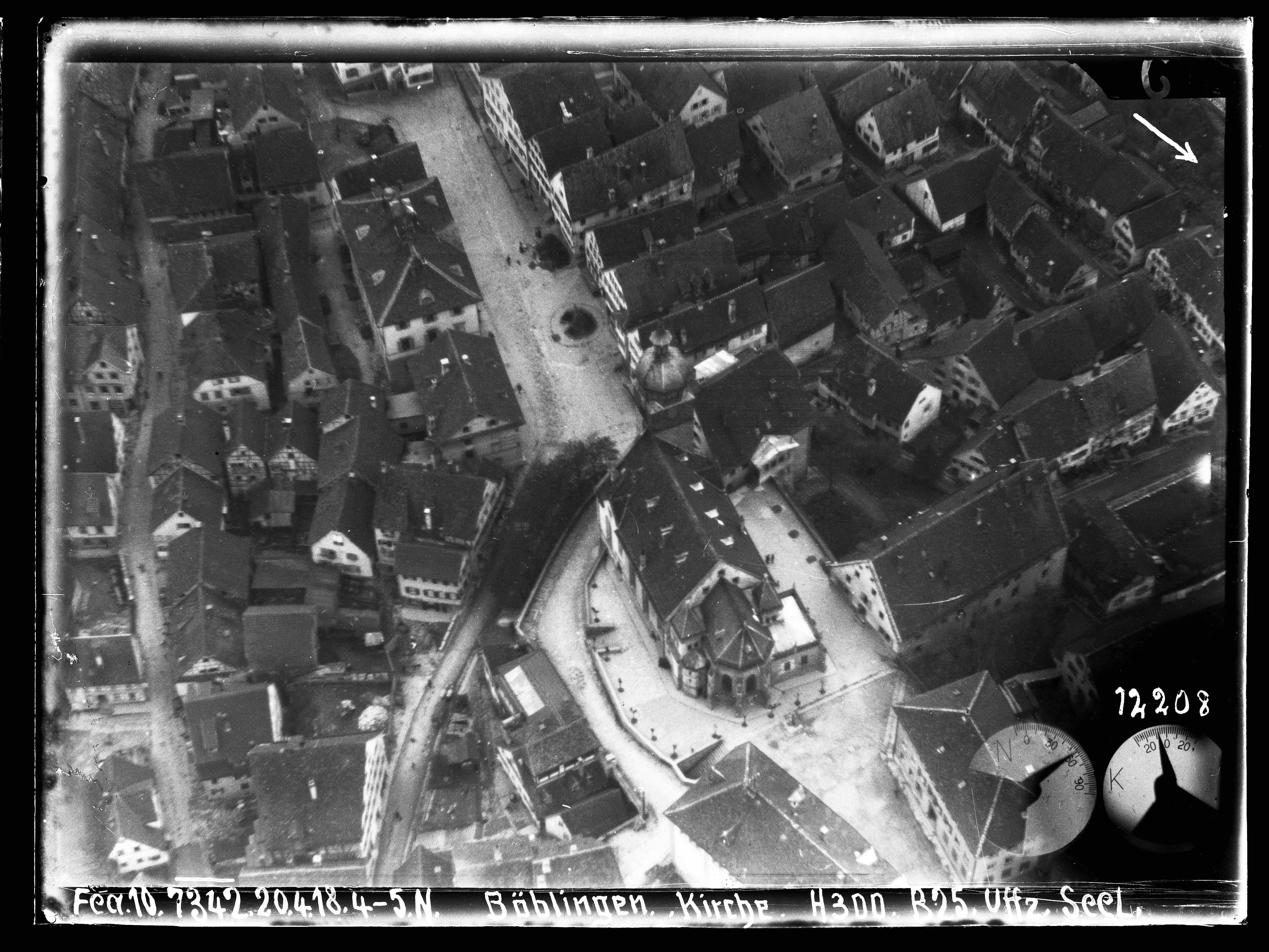
Luftbild der Kirche, April 1918

Die hier zusammengefasste Geschichte der Böblinger evangelischen Kirche Sankt Dionysius stammt, in großen Teilen, von der Erklärungstafel, die im Innenraum der Kirche an deren Südwand angebracht ist.

### Baugeschichte
Die Anfänge des Kirchenbaus sind unbekannt, sie liegen wahrscheinlich Ende des 10. Jahrhunderts. Um 1200 bis 1250 ist ein frühgotischer Turmbau aus Sandsteinkeuper nachgewiesen, der zwischen 1300 und 1320 vollendet wurde. Sein unterer Teil ist bis heute erhalten geblieben. Zu Beginn der 15. Jahrhunderts wurde die Stadtkirche in heutiger Größe neu errichtet. 1420 war der Neubau des Chors mit einem Schlussstein des Kirchenpatrons vollendet worden, bevor in den folgenden 20 Jahren das Kirchenschiff errichtet wurde. Die Stadtkirche erhielt zwei weitere Kaplaneien. In den vier Seitenkapellen standen folgende Altäre: Altar St. Anna; Altar St. Peter, Paul und Katharina; Heilig-Kreuz Altar und Altar Unserer Lieben Frau.
1518 bekam die Kirche einen Taufstein. Nördlich der Stadtkirche wurde 1537 ein Friedhof angelegt. 1587 wurde die Westempore eingebaut und 1600 erhielt die Kirche eine Orgel, die auf einer Empore im Chor stand.
In den Jahren 1817/18 mussten Renovierungsarbeiten an der Kirche durchgeführt werden. Zur selben Zeit wurde eine Holzkanzel mit roh geschnittenen Apostelfiguren installiert. 1828 beherbergte der Turm fünf Glocken und eine Orgel stand im Chor, welche als „nicht sehr groß und unvollständig“ beschrieben wurde. Ein Baugesuch zur Erweiterung der Kirche wurde 1891 eingereicht, eine Erweiterung fand jedoch nicht statt. 1892 wurden zahlreiche Arbeiten am Innenausbau der Kirche vorgenommen (neugotisch-restaurierender Umbau durch Kirchenarchitekt Frey). An der Südseite wurde der Treppenhausturm verkleinert und aus symmetriegründen wurde ein ebensolches Türmchen an der Nordseite eingefügt. Über den Portalen wurden Zwerchgiebel gebaut. Weiter wurde der rechteckige Altar an den Seiten mit gotischem Messwerk verziert und ein kleines Kruzifix auf dem Altar angebracht. Die Chorfenster wurden durch den Glasmaler Gustav von Treeck farblich gestaltet. Die Kanzel wurde erneuert; sie erhielt auf allen vier Seiten der Brüstung Bilder der Evangelisten. Darüber hinaus wurde die Orgel auf der Westempore installiert.
In der Nacht vom 7. auf den 8. Oktober 1943 brannte die Kirche nach Bombenangriffen der Alliierten vollständig aus und wurde fast vollkommen zerstört. Nur die steinernen Umfassungsmauern blieben erhalten ebenso wie der Chor mit dem nur teilweise zerstörten Chorgewölbe. Der Wiederaufbau erfolgte in den Jahren 1949 und 1950 auf Grundlage der Pläne des 1891 eingereichten Baugesuchs. Der Dachstuhl des Kirchenschiffs und des Chors mussten erneuert werden ebenso wie Fachwerkkonstruktionen von Turm und Helm. Die Architekten Werner und Heinz Klatte ließen darüber hinaus die neugotischen Anbauten der Renovierung von 1891/92 entfernen. Der Wiederaufbau der Kirche mit Chor im ⅜-Schluss erfolgte im gotischen Stil und mit asymmetrisch angebautem Westturm. Am 3. Advent 1950 konnte die wiederaufgebaute Kirche eingeweiht werde. Für das Geläut wurden schon 1949 vier Glocken von der Glockengießerei Bachert geliefert. Mit dem Einbau der Orgel der Heilbronner Orgelbaufirma Walcker war der Wiederaufbau 1953 abgeschlossen.
1983 bis 1984 musste das Kircheninnere vollständig renoviert werden. Hierbei wurden Steinarbeiten von Helmut Uhrig durchgeführt. Die Südempore und die Kirchenbänke wurden entfernt und die Kirche bekam einen neuen Altar, eine neue Bestuhlung im Schiff und einen Taufstein. Die nach dem Krieg gebaute Orgel wurde 1993 erneuert. Diese mit 33 Registern auf drei Manualen und Pedal sowie 1195 Pfeifen ausgestattete Orgel stammt von dem Orgelbauer Claudius Winterhalter. 2003 wurde schließlich das Geläut vervollständigt und der Stahlglockenstuhl wurde durch eine Eichenkonstruktion ersetzt.

### Politische Zugehörigkeit
Die erste urkundliche Erwähnung eines Böblinger Pfarrers geht auf das Jahr 1261 zurück. 1336 wurde Pfalzgraf Heinrich I von Tübingen, im Chor der Kirche beigesetzt. Er hatte das Patronat über die Stadtkirche inne, verantwortete die Schutzherrschaft und erhielt den Kirchenzehnt. Die Kirche wurde in den Jahren 1344 und 1357 zweimal an Württembergische Grafen verkauft; erst an Eberhard II (1315 – 1392), der die Herrschaft den Verkäufern als Pflegschaft und württembergisches Vogtamt auf Lebenszeit zurückübertragen hatte, dann endgültig an Ulrich IV (1315 – 1366). Der erste gesicherte Nachweis, dass Dionysius Kirchenpatrozinium (Schutzheiliger) der Stadtkirche ist, datiert auf das Jahr 1432. Durch eine Bestimmung der Mechthild von der Pfalz (1419 – 1482) wurde die Kirche mit Zustimmung ihres Sohnes, des württembergischen Grafen Eberhard V. (Eberhard im Bart) 1468 dem Kloster Hirsau inkorporiert. Mit der Reformation ging die Kirche 1534 wieder an das Haus Württemberg. 1547 wurde Böblingen Dekanatssitz und der erste Pfarrer der Stadtkirche wurde Dekan.

## Kunstgegenstände
Mit dem Wiederaufbau von 1949/50 wurde ein Kruzifix von Ernst Yelin angebracht. Anlässlich der Renovierung der Kirche 1983/84 wurden die Kirchenfenster im Chor erneuert. Diese wurden von dem Glasmaler Hans Gottfried von Stockhausen gestaltet und zeigen Werke der Barmherzigkeit sowie 28 Motive von Gleichnissen Jesu. Im mittleren Fenster befinden sich 12 Motive aus dem Leben Jesu.

## Geläut
Die Kirche Sankt Dionysius verfügt über ein Geläut aus fünf große Glocken:
| Glocke | Name                        | Gewicht [kg] | Ton | Tägliches Läuten von 7:00 bis 22:00 |
| ------ | --------------------------- | ------------ | --- | ----------------------------------- |
| I      | Dominika, Herrenglocke      | 2470         | C   |                                     |
| II     | Zeichen und Begräbnisglocke | 1367         | Es  |                                     |
| III    | Betglocke, Vaterunserglocke | 960          | F   | Schlägt zur vollen Stunde           |
| IV     | Osterglocke                 | 608          | As  | Schlägt zu jeder ¼ Stunde           |
| V      | Taufglocke                  | 403          | B   |                                     |